# 未来世紀
未来世紀（FUTURE CENTURY: F.C.）とは、アニメ作品群『ガンダムシリーズ』のうち、『機動武闘伝Gガンダム』およびその派生作品の舞台となった架空の紀年法。スペースコロニー建造を契機に暦が未来世紀に移行したと考えられる。この暦自体はアニメ本編では使用されていないが、前期OP等に登場するキョウジの写真には「F.C-048-7-24」と書かれていることから、少なくとも「F.C.」と略される紀年法は使用されているようである。

## 未来世紀における世界観及び設定

### 世界観
本作における人類は、基本的に各国が建造したスペースコロニーを政治・経済・軍事などの基盤が置かれる国家中枢とし、「コロニー国家連合」を結成している。従来のガンダムシリーズの世界観では、「コロニー＜地球」という力関係が成立していたが、本作品では逆に「地球＜コロニー」となっている。各国家は「ネオ◯◯（それぞれの国家名）」という名称となっており、宇宙に新造されたコロニーと地球上に実在する領土全体を総括して呼称される場合もある。
世界がコロニーと地球に分断される発端は、本編開始の半世紀以上前の西暦末期に遡る。宇宙開発が加速するほど繁栄していた一方で、人口増大と地球環境悪化などさまざまな社会問題を抱えていた頃の人類は、宇宙移民の気運の高まりを受けたことにより、世界各国がコロニーを地球上で建設を開始。紀年法が「未来世紀（F.C.）」へと改定された最初の年であるF.C.01、各国政府は完成したコロニーを地球全土の膨大な電力エネルギーによって宇宙へと浮上させた。そのため地球では電力不足の発生に伴い多くの人命が失われ、その裏でコロニーすらも全国民を受け入れることは不可能と見做した各国政府が政府高官を中心に移住者の選定を行った結果、全人類の6割が宇宙に居住し、残りの4割が地球に残される新時代がはじまった。
これを機に、コロニーは繁栄し、地球は没落の一途を辿るほど隔絶された世界と、かなり激しい地域格差の構造が双方の間に生まれ、F.C.02の支配層を失った地球で各地の住民たちによる紛争、F.C.03のコロニー側の合同治安維持軍と地上の紛争当事者らによる地球を戦地とした後述の「第一次カオス戦争」、F.C.04のコロニー国家同士の軍拡や小競り合いが引き金となってF.C.05に「第二次カオス戦争」勃発の危機が訪れるなど、紀年法改定から数年間は混沌とした時代が続いた。
そしてF.C.06には、コロニー国家同士が月面で「ガンダリウム合金」を巡る小規模衝突を起こす最中に、「ガンダムファイト」構想が提唱され、その数週間後にコロニー連合議会によって当構想は即日可決。F.C.07の「ガンダムファイト国際条約」の制定を経て、翌年のF.C.08にガンダムファイト第1回大会が開催されると、F.C.56までの間に計12回の大会がコロニー国家間の代理戦争として繰り広げられ、ガンダムファイトの優勝国が地球圏の統治権を4年分獲得するという制度で、人類は破滅的な戦争を回避してきた。
未来世紀の各国家は名目上、ガンダムファイトによる戦争のない社会を謳っているとはいえ、有事には休戦条約を破棄し即座に武装化するなど、現実世界における日本のように（名目上の）戦力の放棄や交戦権の破棄は行っていないものと考えられる。軍縮こそ行われているが、実態として各国は自衛用に軍用モビルスーツ（MS）を所持しており、元来の民生用MSの存在も確認されている。デビルガンダム捕獲作戦におけるネオジャパンの動員兵力を考えると相当数が生産されていることがうかがえる。

#### コロニー
各国家の本土であるコロニーは、他のガンダムシリーズに登場するSF考証に基づいたコロニーとは基本から考え方が異なり、直感的な見た目での分かりやすさが重視された浮遊大陸と言える形状である。その為、それぞれの国が抱かれている歴史や思想といった典型的なステレオタイプを誇張した様なものを中心に、荒唐無稽ではあるが一目でどこの国家のコロニーか判りやすいものが続出している。一方で、発生させた人工重力による重力制御でコロニーの浮上・地球と同じ1G環境の再現・「上下」の決定を確立させる「超電導重力コイル」と、球形に展開して大気圏を作り出すと同時にある程度の軍事的攻撃や自然現象も防ぐほどの「バリア（シールド）」、本土に併設された各種工場や農場など、コロニーを支える基礎技術や自給自足能力は各国同等である。そのため、幾つかの鉱物を除いて地球への依存度は低く、コロニーでの生活は快適なものとなっている。また、各コロニーに設置されている建造物は単なるモニュメントではなく、都市や兵器などの機能を担っている。
コロニーには上流層と支配層・富裕層・中流層などの一握りの人間のみが居住することが可能である。そんなコロニーの住民たちが政治・経済・軍事などを掌握し、政府関係者らが地上領土を支配しつつ、ガンダムファイトによって破滅的な戦争を回避することで繁栄を謳歌してきた。
本項では、作中に登場したスペースコロニーを列挙する。
ネオアメリカ・コロニー
星型をモデルとしたコロニー。基部中央に、自由の女神像が設置され、これを囲うようにラスベガスのカジノ街・ラシュモア山国立記念碑・ナイアガラの滝・ロッキー山脈などが配置され、摩天楼があしらわれた「マンハッタン戦闘エリア」と呼ばれる一角は、有事の際に基部から分離して独立戦闘ブロックとなり、同じく分離した自由の女神像を搭載して、ネオアメリカ最強の兵器「自由の女神砲」として機能する。
ネオインド・コロニー
大亀に乗った4頭の象が支える雪山がそびえ立つ大地、という古代インドの宇宙観が反映されたコロニー。雪山はエベレストもしくは崑崙山脈であるとも言われている。
ネオエジプト・コロニー
砂漠に大小さまざまなピラミッドやスフィンクスが配されたコロニー。有事の際にはスフィンクスの内部に格納されているスフィンクスガンダムが発進する。
ネオオランダ・コロニー
チューリップの花を中心にしたデザインが施されたコロニー。広大な草原を再現したコロニー基部の上に配置された色とりどりの巨大なチューリップの花は、ひとつひとつが行政府や居住区、工業地域として機能するようになっていると言われている。コロニー基部の外縁部には、ネオオランダがマークXXXまで増産したネーデルガンダムを予備機として風車小屋に変形した状態で設置している。
ネオギリシャ・コロニー
古代ギリシャ様式建築風のコロニー。一見基部は小型のようだが、中央にはパルテノン神殿に見立てた建築物を、そしてそれを囲うようにコロッセオを髣髴させる巨大な観覧席が構えられており、これらの内部に多数の施設が配されているほど、大規模なコロニーである。
ネオジャパン・コロニー
4つの本土と無数の離島で構成された日本列島そのもののような形状が特徴のコロニー。居住区は頑丈なシェルターのような構造になっている。主人公ドモン・カッシュやその家族及び、レイン・ミカムラたちなど、ドモンと繋がりがある人物の多くの出身地であり、シャイニングガンダムやゴッドガンダム、そしてデビルガンダムもこのコロニーにある研究施設で開発された。
第47話では、復活したデビルガンダムと融合してしまい、コロニーデビルガンダムに変貌。地球へ侵攻しようとしたが、新生シャッフル同盟とガンダム連合の反撃で、デビルガンダムが完全に撃破されたことにより、第49話で当コロニーは平静を取り戻した。
ネオチャイナ・コロニー
中華風の深山幽谷を思わせる山と枯山水をあしらったコロニー。基部の外周を巨大な環のような構造物が襷掛けのように浮遊している。
ネオフランス・コロニー
バラの花束を見立てたデザインのコロニー。基部本体に、湖と森林を擁した山岳地帯が広がり、そこにヴェルサイユ宮殿をモデルとしたものを中心とする大きな白亜の宮殿群が点在している。
ネオポルトガル・コロニー
ボトルシップを模した巨大なモニュメントが設置されたコロニー。ボトル内に瓶詰めされたように構えられているのは、かつて大海原を縦横に駆け巡った貿易船である。
ネオメキシコ・コロニー
ソンブレロの基部中央にサボテン型の構造物が配されたコロニー。基部中央に光点が無数に見受けられる。

#### 地球
各コロニー国家の飛地である地球は、西暦からの自然破壊、コロニー浮上後のカオス戦争、そして本編の第13回大会も含む数多くのガンダムファイトなどにより、地球全域の各都市が一部の例外を除いて多くのスラム街を形成するほど荒廃し、人類の居住にはあまり適さない状態となっている。地球全体の環境も自然破壊によって大きく悪化している地域も少なくない。その傍らで、現実世界での自動車に相当する交通手段としてはエアカーが普及している。そんな地球に居住する人々の中核は、コロニー移住資格を持たない貧困層や、移住資格を敢えて放棄した自然派であり、治安の悪化から犯罪組織及び山賊などの輩の横行や、孤児の姿も各地で多数見受けられる。ガンダムファイター候補者などの国家に有益な者はコロニーへの移住資格を与えられることもあるが、第1話に登場したベルチーノが「コロニーの連中は地球をゲーム盤のようにしか見ちゃいない」と述懐するほど冷遇されている地球の住民たちは、F.C.01の際のコロニー浮上を事前通告無しで実施して地球を無政府状態に陥れた史実や、前述の支配体制などから、コロニーに強い反感を抱いている一方で、宇宙にあがることを切望してコロニー行きのチケットを巡る暴動を起こしたこともあるなど、単純とは言えない感情を有している。また、これに加えて地球の住民たちは、無駄に地球の施設・自然環境を破壊することに拍車を掛けるだけでしかも罪に問われないガンダムファイト及びガンダムファイターも非常に嫌っている。
ガンダムファイトの開催年に於いては、ガンダムファイト国際条約第7条に従い、1年間に渡って地球全域を「リング」として大会が展開される。その期間は、地球の外周を後述のコーナーポスト型監視衛星が展開するビームロープで囲まれる。

##### アジア
ネオジャパン
第12〜17話に登場。物語の舞台となったネオ東京のシンジュクシティーは、かつては超高層ビルが林立し、繁栄を極めていたが、国民の大半がネオジャパン・コロニーへの移住を完了してからは急速に衰退した。F.C.60の第13回ガンダムファイトの時期には、都庁舎を中心として、実質的に地上に残された本国国民の政治・経済の中心として機能していた。しかし、突如出現したデスアーミーの大軍団を受けて、都庁舎周辺以外は市街地として機能しなくなるほど壊滅状態に追い込まれ、避難民となった人々が都庁舎に押し寄せる事態となっていた。同時に都市の一角の地下には無数のDG細胞培養カプセルが置かれたゾンビ兵生産施設が構えられ、都庁舎地下には自己再生の最中だったデビルガンダムが潜んでいた。
この都市において、ドモンは東方不敗マスター・アジアと再会したことを皮切りに、デスアーミー軍団との交戦、DG細胞に感染したガンダムファイターたち及び本性を現したマスターとのファイト、シャッフル同盟やシュバルツ・ブルーダーとの邂逅、デビルガンダムとキョウジ・カッシュとの遭遇など、数々の出来事に直面した。また、マスターとのファイトではドモンの一撃に巻き込まれた東京タワーが、デビルガンダムの完全復活の際に都庁舎がそれぞれ崩落してしまった。
ネオチャイナ
第3話に登場。豊かな自然が残る奥地はネオチャイナ中央政府の統治が及んでおらず、万里の長城跡地をアジトとする「黒龍団」が、伍代山周辺の村落を跳梁跋扈していた。ドモンとサイ・サイシーによって黒龍団が退治されると、シャイニングガンダムとドラゴンガンダムがファイトを行った。
ネオホンコン
第24〜47話に登場。首相は、ウォン・ユンファ。コロニーを建設していないことから、旧中国の香港行政区周辺に政府を置いて地上本土とする都市国家だが，第12回ガンダムファイト優勝国であるため、都市部は一部の貧民窟を除いて整備されており、荒廃しつつある地球上で例外的に繁栄している国である。第13回ガンダムファイト主催国にして決勝大会の会場でもあり、予選に勝ち残ったガンダムファイターと乗機のガンダムはサバイバルイレブンの最終日に制限時間内に当国家に到着しなければ失格となるとされた。そして、1ヶ月間に繰り広げられた決勝大会のリーグ戦では、後述の特設リングのほか、都市部の各所が数多くのファイトの場となった。また、決勝大会の最終バトルロイヤル後には、優勝したドモンとゴッドガンダムをはじめとするネオジャパンを表彰する祝賀式典が大通りで盛大に行われた。
ネオホンコン政庁
都市部の湾岸近くに建設された、ネオホンコン政府の中枢である高層ビル。豪華な門構えと、近代的で西洋的な建築様式に東洋的なデザインを盛り込んだ城型の外観で、7つのブロックに分かれた最上階内部は、各国のMFをホログラム表示する機能を備えたコンバットルームや、テディベアが置かれた寝室が構えられ、ウォンは前者を大会のマッチメイクといった対戦方式の管理とデビルガンダムの生体ユニット捜索などの謀略を巡らせる拠点として、後者を自身の邸宅としてそれぞれ利用していた。
第32話ではウォンの指示によってデビルガンダムが密かに本庁舎の地下に運び込まれ、第34話ではシュバルツに侵入された。第35話ではここからデビルガンダムが移送された。最終バトルロイヤルの際の第45話では、ライジングガンダムと激闘を繰り広げるウォルターガンダムのビーム攻撃が命中したことにより、ウォンを巻き込んで崩壊した。
特設リング
都市部の湾岸近くの海上に設けられた、決勝大会のリーグ戦用のリング。リング本体は広大な円形のフィールドで、ネオホンコン本土の陸地とは観客席に挟まれた橋に繋がっている。サバイバルイレブンの最終日には、ここにガンダムファイターと彼らが搭乗するガンダムが集結し、開会式が挙行され、その際マスターは「東西南北中央不敗 スーパーアジア」になることを、彼と共に「流派東方不敗の演舞」と選手宣誓を披露したドモンはリーグ戦での全勝をそれぞれ宣言した。
リング本体は試合による被害を食い止めるためのバリヤーで覆われていること以外何の変哲もないが、第34話ではリング床下に超重力フィールド発生装置が設置されて試合を展開していたドモンとアレンビー・ビアズリーのタッグが一時窮地に陥ったり、第40話では張り巡らされた高圧電流が流れる金網と大量の時限爆弾が仕掛けられたリングでの特別試合「電流爆破金網時限デスマッチ」が行われるなど、ウォンの策略によってドモンを始末しようとするための仕掛けも数回施された。
ランタオ島
ネオホンコンの沖合に浮かぶ、本国最大の島。第13回ガンダムファイトの最終バトルロイヤルでは全島がリングとされ、この島全体も試合による被害を食い止め、最後の優勝者が決まるまでに現地を封鎖するためのバリヤーで覆われる。
第41〜45話にかけて、決勝リーグの上位10機のガンダムと前大会優勝国のマスターガンダムによるバトルロイヤルの舞台に、そして新生シャッフル同盟対デビルガンダム軍団の戦場となった。

##### ヨーロッパ
ネオイタリア
第1話に登場。物語の舞台となったネオローマ市内は、国家代表のガンダムファイターに選出された特権を傘に着るミケロ・チャリオットとその配下のマフィアによって、市民たちが恐怖に陥れられていた。それと同時に、ドモンとレインがキョウジの捜索として最初に来訪した場所となり、第13回ガンダムファイト開幕戦となったシャイニングガンダムとネロスガンダムのファイトが繰り広げられた。この戦いで、スペイン広場周辺が破壊された。
ネオイングランド
第9話に登場。物語の舞台となったロンドン市内には、ジェントル・チャップマンの集団戦術を隠匿する目的で噴霧装置が設置されていた。チャップマンが駆るジョンブルガンダム対ガンダムローズ、シャイニングガンダム対ジョンブルガンダムの2戦が行われた結果、市街地がさらに破壊された。
ネオトルコ
第11話に登場。DG細胞に感染・侵食されて破壊衝動を抑えられなくなった本国のガンダムファイター・セイット・ギュエルとミナレットガンダムにより、イスタンブール西側が破壊された。その後シャイニングガンダムとミナレットガンダムのファイトが繰り広げられた。
ネオフランス
第4話に登場。エッフェル塔が大きく湾曲して倒壊寸前となっているほど街並みが荒れたパリが物語の舞台となり、ガンダムファイトはガンダムローズ対アラクノガンダム、シャイニングガンダム対ガンダムローズの2戦が行われた。後者の際には、ファイトの余波でエッフェル塔が完全倒壊寸前にまで至った。
ネオロシア
第5話に登場。シベリアには侵入した他国のガンダムファイターたちを誘き寄せて留置するための強制収容所が秘密裏に建設されており、本国政府は、身柄を確保したガンダムファイターたちを収容所に監禁することで自国のファイターであるアルゴ・ガルスキーを優勝させようとしていた。この収容所に一度収監されたことがきっかけでドモンはアルゴと出会い、シャイニングガンダムとボルトガンダムのファイトが繰り広げられた。

##### アフリカ
ネオエジプト
第10話に登場。ここのピラミッドには、第3回ガンダムファイト優勝者であるダハール・ムハンマドが眠っていた。また、本国のガンダムファイターであるカウラー・ラムゼスらネオエジプトのクルーは、砂漠内の基地施設でファラオガンダムXIII世を待機させながら状況観察にあたり、他国のガンダムファイターを迎撃する作戦を採っていた。
だがDG細胞の侵食で蘇ったダハールと、彼が搭乗する ファラオガンダムIV世によって、ネオエジプトのクルーの殲滅と、ドラゴンガンダムとのファイトが展開された。

##### 北アメリカ
ネオアメリカ
第2話に登場。チボデー・クロケットの出身地であるニューヨーク地区が主な舞台となり、同地区の表通りでガンダムマックスターのパレード及び、国防総省関係者らの暗躍、シャイニングガンダム対ガンダムマックスターのファイトが繰り広げられた。
ネオカナダ
第8話に登場。元来から過密地域でないためか、ナイアガラの滝周辺は多くの自然が残っている。ボルトガンダム対ランバーガンダム、シャイニングガンダム対ランバーガンダムの舞台となった。
ネオメキシコ
第7話に登場。ドモンたちが入国した頃には、本国のガンダムファイターであるチコ・ロドリゲスが妹のジーナと共に本領土で行方不明となり、本国当局の追手に狙われていた。だがチボデーや、チコが駆るテキーラガンダム対シャイニングガンダムのファイトの際のドモンの計らいで、チコは自由の身となった。

##### 南アメリカ
ギアナ高地
第18～24話の舞台として登場。ベネズエラに位置する、鬱蒼としたジャングルや、いくつものテーブルマウンテンが連なる秘境。西暦の頃からの景観を維持しているほど、環境破壊の影響はほとんど見受けられない。少年時代のドモンは、この地でマスターとの厳しい修行に明け暮れ、流派・東方不敗を受け継ぐまでに鍛えられた。
F.C.60の第13回ガンダムファイトの時期には、ドモンたち新生シャッフル同盟のガンダムファイター一同もこの地を訪ね、決勝トーナメントに向けて新必殺技体得のための修行やガンダムファイト、それらが佳境に入った頃に侵攻してきたデビルガンダム軍団の包囲網を突破し、現地を脱出するための共同作戦にまで当たる姿を披露した。また、この直後に現地に単身で留まったドモンは、紆余曲折の末にマスターとデビルガンダム双方の1回目の打倒を果たしている。一連の戦闘により、現地は大きな被害を出すこととなった。

### テクノロジー
モビルファイター（MF）
ガンダムファイト専用に開発されたモビルスーツ（MS）、あるいはモビルアーマー（MA）の総称。その多くの機体が、宇宙を支配する国を決める新たなMS＝ "Govern of Universe Nation Decide Advanced Mobile-suit"、もしくは（未来世紀世界における）ガンダリウム合金を用いたMS＝"Gamma UNificational Dimalium Amalgam Mobile-suit"の頭文字をとって「ガンダム」の名を冠している。

その他の兵器
未来世紀世界においても、従来のガンダムシリーズと同様にガンダムタイプ以外のMS及びMAといった機動兵器や艦船が存在するほか、重力制御機関が搭載された航空機と車両なども劇中に登場する。MS及びMAは本来、スペースコロニーをはじめとする大規模建造物の建造に用いられた作業機械だが、改良を重ねるにつれ高性能化し、最終的には兵器としての能力までをも持たされるようになった。それに伴い、単なる作業機械から汎用人型機動兵器全般として定着していく。しかし、性能的には非常にレベルが低く、MFとの戦闘力の差は大きい。

DG細胞
デビルガンダム本体を構成する極小マシン。ライゾウ・カッシュによって開発され、自己再生、自己進化、自己増殖の三大機能を有していることから、無機物から有機物にまで入り込む性質を有しており、対象の内部で侵食しながら三大機能を発現させる特徴を持つ。

バーサーカーシステム
ノーベルガンダムに搭載されている特殊システム。外部からガンダムファイターを強制的にコントロールし、「バーサーカーモード」を発動して暴走させる。

ビームロープ
ガンダムファイト開催中の地球軌道上に静止する複数のコーナーポスト型監視衛星の間に張られるロープ状の長大なビーム。ガンダムファイト開始を告げるファイティングシグナルを受信すると地球の周囲を覆い、コロニー国家へガンダムファイトの被害が及ばないようにするバリヤーとしての効果をもたらす。コーナーポスト型監視衛星は、ガンダムファイターの監視、観察も行う。第1話で第13回ガンダムファイト開幕戦であるシャイニングガンダムとネロスガンダムのファイトが開始されたことでビームロープが展開された。第24話では、ドモンがサバイバルイレブン最終日の制限時間内にネオホンコンへ急行するため、ゴッドガンダムに搭乗した状態で地球軌道上まで上昇し、もたれかかったビームロープの反動を利用して、プロレスのロープワークの如く跳ね返り、ネオホンコンまで飛ぶという荒業を披露した。第45話においてドモンがガンダムファイト決勝大会最終バトルロイヤルを制すると、地球を覆っていたビームは機能停止・消滅した。
バリアー発生装置
大規模なバリアーを発生させる巨大なコーナーポスト型装置。これによって展開されるバリヤーは、ガンダムファイトによる被害などの悪影響を外部へ洩らさないほど強力で、ガンダムファイト決勝大会会場であるネオホンコンの特設リング及びランタオ島の外周に設置されたものがそれぞれ複数登場した。
第43話では、レインとシュバルツや、新生シャッフル同盟のサポートクルーたちがランタオ島に突入するため、ライジングガンダムとガンダムシュピーゲルのエネルギー照射と、マリアルイゼの命懸けの活躍による装置破壊により、バリアー破りを成功させた。
超重力フィールド発生装置
巨大なU字磁石型の擬似重力発生装置。未来世紀における驚異の発明品のひとつで、磁力とは比べものにならないほどの凄まじい擬似重力を発生させられることから、一説によると、各国コロニーが宇宙へ浮上するための動力源と、宇宙空間での擬似重力発生にこの装置が用いられたと言われている。
前述のとおり第34話では、ガンダムファイト決勝トーナメント会場である特設リング床下に秘密裏に設置され、通常の2000倍もの擬似重力を発生させると、ゴッドガンダムが全く動けなくなり、搭乗していたドモンを敗北寸前にまで追い詰めた。

### 勢力
シャッフル同盟
古くから「秩序の守り手」と呼ばれ、歴史上の数多くの戦いや事件を陰から調停したという最強の武闘集団。5人のメンバーで構成され、各自が拳に「シャッフルの紋章」と呼ばれるトランプのスート（マーク）を模した紋章を宿している。

世界ガンダム連合
各コ口ニー国家を代表するガンダムファイターと彼らの愛機であるガンダムやMF以外の機体が一致団結した集団。第13回ガンダムファイトに出場した者から欠場だった者まで、総勢数十～数百機の機体が参加し、アレンビーとマンダラガンダムに搭乗するキラル・メキレルに率いられた。
第48話において、ネオジャパンコロニーと一体化して地球すらも侵食しようとするデビルガンダムを阻止するため、コロニーデビルガンダム近傍へ自発的に駆け付けると、ドモンたち新生シャッフル同盟を支援するためにコロニーデビルガンダムに攻撃を開始。各々の高い戦闘能力と確かな連携により、「キラル殺法・曼陀羅円陣・極楽往生」を発動して敵の触手を破壊するほどの活躍を披露したが、彼らの戦力でもデビルガンダムの打倒を果たせず、苦戦を余儀なくされた。しかし、第49話でドモンとレインがデビルガンダム撃破を果たした時点で、多くのファイターと機体が生存していた。
この戦いの後に、デビルガンダムに関する一件でネオジャパンからコロニー連合の主導権を委任され、第14回ガンダムファイトの大会運営を模索していると言われる。
デビルガンダム軍団
デビルガンダムを頂点とし、DG細胞を用いて地球環境再生を目的とする全人類の粛清と世界の支配を目論む軍団。代表的な機体のデビルガンダム四天王及び、一部の各国代表のMF、尖兵MS群のデスアーミーなど、正規軍と同等以上の戦力規模を有し、人員はこれらに搭乗する指揮官的存在のガンダムファイターやゾンビ兵で構成され、全ての戦力と多くの人員はDG細胞に感染してデビルガンダムに支配されている。
黒龍団
ネオチャイナ地上領土の山岳地帯に巣食う盗賊団。首領は武術家の飛竜で、ドラゴンメカを主力兵器とする。弱者と見なした者には徹底的に猛威を振るう典型的な悪人群であり、近隣の村への路奪行為を繰り返していた。さらに、確保したドラゴンガンダムも悪事に用いたが、ドモンとサイ・サイシーによって退治された。
ネオシンジュクシティー防衛隊
デスアーミーからネオシンジュクを防衛するために、ネオジャパン軍正規兵に加え、軍属の者や民間からの義勇兵で結成された自警団。ノブッシを駆り、デスアーミー軍団から都庁舎を守ろうとしたが、敵の猛威に一部のメンバーが尻込んで逃亡しようとしたほど、真っ当な部隊とは言い難い。しかしドモンとマスターが加勢し指揮を執ったことで、東京湾から押し寄せるデスアーミー軍団を海へと誘導して撃退することに成功した。

## ガンダムファイト
前述のように、破滅的な戦争の回避と軍縮のために制定された。ガンダムファイトに優勝した国家は、次のガンダムファイトが開催されるまで事実上宇宙の支配権を得る。国家を代表するガンダムが、地球をリングに壮絶なバトルを繰り広げる。

## カオス戦争
支配層のスペースコロニーへの移転に伴う地球各地の治安悪化及び地域紛争から発展した地球規模の戦争。これは第一次カオス戦争と呼ばれる。
戦争がコロニーにまで影響を及ぼす事を危惧した各国が連合軍を設立し戦争に介入、FC4年にはコロニー連合によって地球は完全な統治下に置かれこの時点で戦争は終結している。
しかしその後、各コロニーは連合内での主権や地球圏の統治権を巡って冷戦状態になり、第一次カオス戦争で活躍した新兵器であるモビルスーツの開発や配備を競い緊張が激化。地球圏全体を壊滅させかねない第二次カオス戦争の勃発は時間の問題とされていた。第二次カオス戦争そのものはE.C.デューサー教授が提案したガンダムファイトにより回避され、コロニー国家は休戦条約を結び表面上は和解している。
後のネオイングランドによる、兵器思想の組み込まれたモビルファイターによって第三次カオス戦争危機が起こるも、ガンダムファイト延期後の第12回大会で東方不敗の優勝によりガンダムファイトは本来の格闘路線に立ち返り、危機は回避された。

## 未来世紀年表
| F.C. | 出来事 |
| ---- | --- |
| 01   | 未来世紀制定。支配階級、地球を脱出。各国がスペースコロニーを建造し、国家中枢もコロニーへ移転する。 |
| 02   | 第一次カオス戦争勃発。 |
| 04   | 第一次カオス戦争終結。 |
| 06   | 第二次カオス戦争の危機。E.C.デューサーの提案により「ガンダムファイト」の開催が決定。各国政府、「ガンダム」の建造を開始。 |
| 08   | 第1回ガンダムファイト開催。優勝はネオギリシャ。戦争が回避される。 |
| 12   | 第2回ガンダムファイト開催。優勝はネオアメリカ。 |
| 16   | 第3回ガンダムファイト開催。優勝はネオエジプト。 |
| 20   | 第4回ガンダムファイト開催。優勝はネオチャイナ。前回のチャンピオンのダハール・ムハンマドがガンダムファイトにより死亡。 |
| 24   | 第5回ガンダムファイト開催。優勝はネオフランス。 |
| 28   | 第6回ガンダムファイト開催。優勝はネオイタリア。 |
| 32   | 第7回ガンダムファイト開催。優勝はネオドイツ。カオス軍団と名乗る謎の組織の息がかかったガンダムが出場者の大半を占めていた。ネオジャパン、ネオアメリカ、ネオチャイナ、ネオフランス、ネオロシアが決勝戦放棄。                                                            |
| 36   | 第8回ガンダムファイト開催。優勝はネオロシア。 |
| 40   | 第9回ガンダムファイト開催。優勝はネオイングランド。以降第11回まで3回連続ネオイングランドが優勝を飾る。このネオイングランドのガンダムが銃器主体の武装だったことから、ガンダムファイトに兵器思想が氾濫。後のカオス戦争危機の遠因となる。                               |
| 48   | 7月24日、カッシュ家の記念撮影。この写真が後に作中に登場するキョウジの写真となる。 |
| 52   | 第12回ガンダムファイト、コロニー国家間の緊張により4年延期。 |
| 56   | 第12回ガンダムファイト開催。優勝はネオホンコンの東方不敗マスター・アジア。彼の活躍により、第三次カオス戦争の危機が回避され、ガンダムファイトも兵器思想から格闘戦を重視する姿勢へと戻る。                                                                             |
| 60   | 第13回ガンダムファイト開催。優勝はネオジャパンのドモン・カッシュ。大会終了後、ネオジャパンコロニーがデビルガンダムと融合し地球や各国コロニーを取り込もうとする。しかし、各国のガンダムファイターが団結し、ガンダム連合結成。デビルガンダムに立ち向かい、これを打破。 |

## 外伝の世界
商業誌に掲載の物を挙げていく。
- 漫画 『機動武闘伝Gガンダム』
- 小説 『機動武闘伝Gガンダム』
- 小説 『機動武闘伝Gガンダム-発動の章-』
- 小説 『機動武闘伝Gガンダム-流道の章-』
- 小説 『機動武闘伝Gガンダム-綺羅の章-』
- 機動武闘伝Gガンダム外伝翔龍伝説
- 機動武闘外伝ガンダムファイト7th
- 機動武闘伝Gガンダム-外伝“死亡の塔”
- 機動武闘伝Gガンダム-番外編“ドラゴン怒りの鉄拳!”
- 機動武闘伝Gガンダム-外伝“ザ・ネクスト・ジェネレーション”
- 機動武闘伝Gガンダム-外伝“暗黒のデス・ファイト”
- 機動武闘伝Gガンダム-外伝“悪夢再来!!脅威のデビルガンダム細胞”
- 機動武闘伝外伝
- 機動武闘伝外伝II
- いけ!いけ!ぼくらのシャイニング・アッガイ!!
- 機動武闘伝Gガンダム「ガンダムマスクの挑戦」
- 機動武闘伝Gガンダム「復讐のJガンダム」